# Gustavsberg
Gustavsberg este un oraș în Suedia.

## Demografie
| \| Evoluția demografică a zonei urbane Gustavsberg, 1970–2015 \| Evoluția demografică a zonei urbane Gustavsberg, 1970–2015 \| Evoluția demografică a zonei urbane Gustavsberg, 1970–2015 \| Evoluția demografică a zonei urbane Gustavsberg, 1970–2015 \| Evoluția demografică a zonei urbane Gustavsberg, 1970–2015 \| \| --------------------------------------------------------------------------------------- \| ---------------------------------------------------------- \| ---------------------------------------------------------- \| ---------------------------------------------------------- \| ---------------------------------------------------------- \| \| An \| \| \| Locuitori \| \| \| 1970 \| 1970 \| \| 6.306 \| 6.306 \| \| 1975 \| 1975 \| \| 6.209 \| 6.209 \| \| 1980 \| 1980 \| \| 6.479 \| 6.479 \| \| 1990 \| 1990 \| \| 6.659 \| 6.659 \| \| 1995 \| 1995 \| \| 8.791 \| 8.791 \| \| 2000 \| 2000 \| \| 9.429 \| 9.429 \| \| 2005 \| 2005 \| \| 9.682 \| 9.682 \| \| 2010 \| 2010 \| \| 11.333 \| 11.333 \| \| 2015 \| 2015 \| \| 20.774 \| 20.774 \| \| Sursa: SCB - Statistika Centralbyrån, Folkmängden per tätort. Vart femte år 1960 - 2016 \| \| \| \| \| |      |  |           |        |
| Evoluția demografică a zonei urbane Gustavsberg, 1970–2015 |      |  |           |        |
| An |      |  | Locuitori |        |
| 1970 | 1970 |  | 6.306     | 6.306  |
| 1975 | 1975 |  | 6.209     | 6.209  |
| 1980 | 1980 |  | 6.479     | 6.479  |
| 1990 | 1990 |  | 6.659     | 6.659  |
| 1995 | 1995 |  | 8.791     | 8.791  |
| 2000 | 2000 |  | 9.429     | 9.429  |
| 2005 | 2005 |  | 9.682     | 9.682  |
| 2010 | 2010 |  | 11.333    | 11.333 |
| 2015 | 2015 |  | 20.774    | 20.774 |
| Sursa: SCB - Statistika Centralbyrån, Folkmängden per tätort. Vart femte år 1960 - 2016 |      |  |           |        |